# Francisco Pinto Berraquero

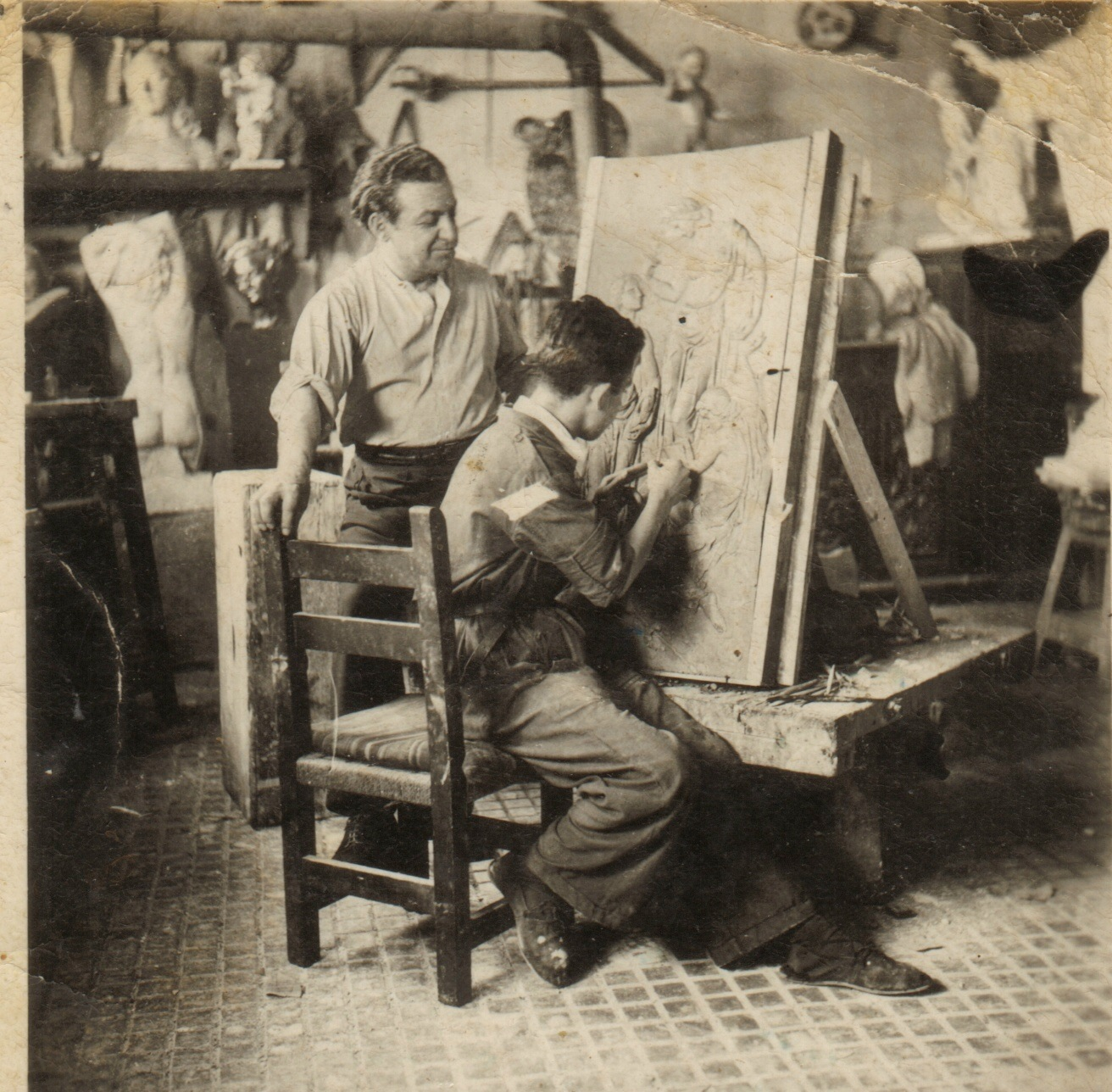
Pinto trabajando en el estudio del maestro Marco Pérez. (1943-44) Cedida por F.Barroso

Francisco Pinto Berraquero (1924 Jerez de la Frontera - 2004 Jerez de la Frontera) fue un escultor jerezano (Andalucía, España).

## Biografía

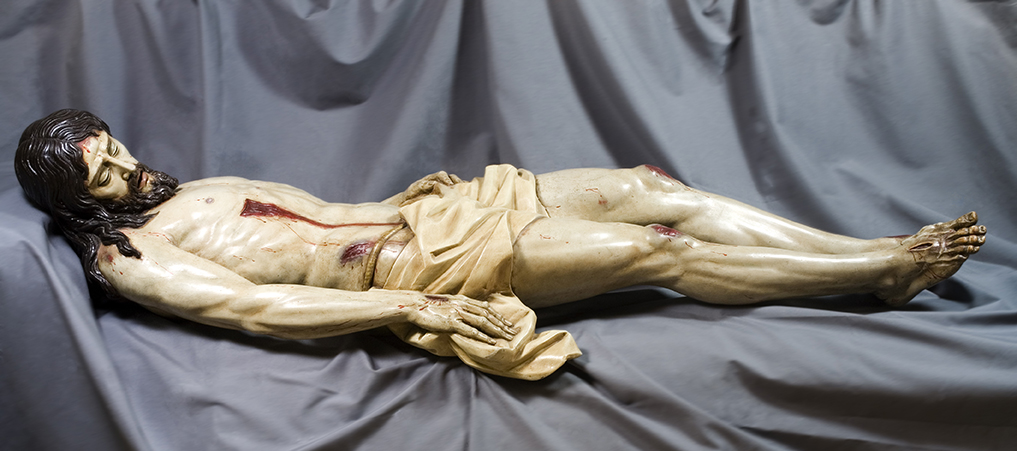
Imagen Cristo Yacente. Hermandad del Santo Entierro, Lora del Río (Sevilla). (1956-57)

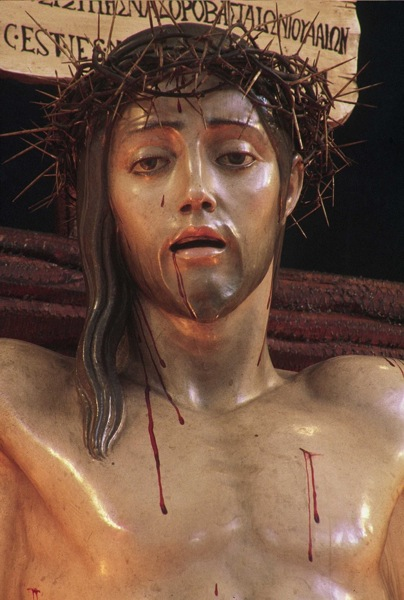
Imagen del Cristo del Perdón, Hermandad del Perdón, Jerez. (1962). Fondo documental: F. Lira.

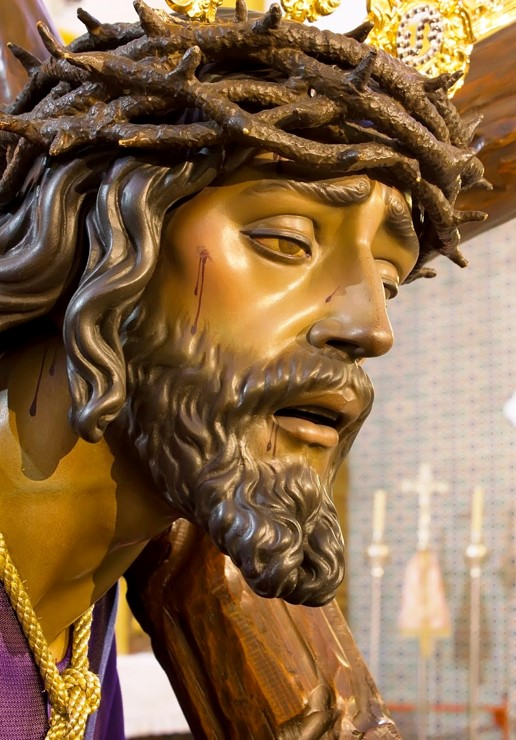
Cristo de las Misericordias. Obra conjunta de F. Pinto y M. Prieto. (1977)

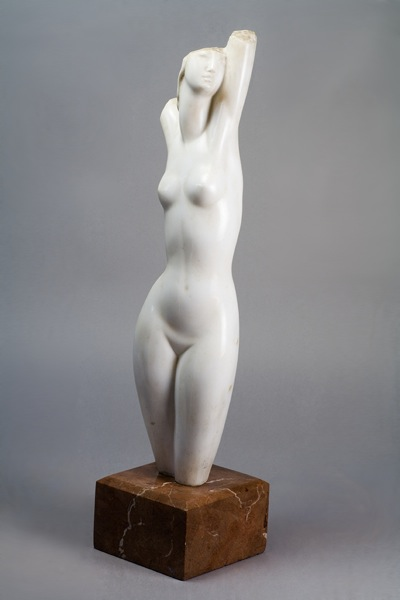
Torso desnudo (1976).

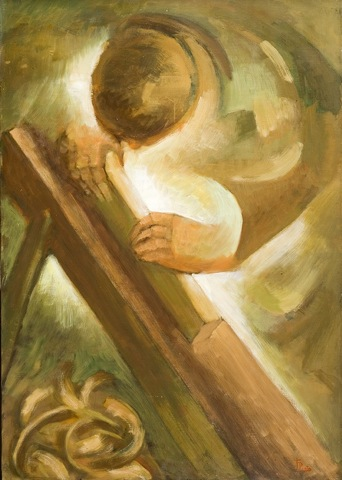
Cepillando (1980), Óleo.

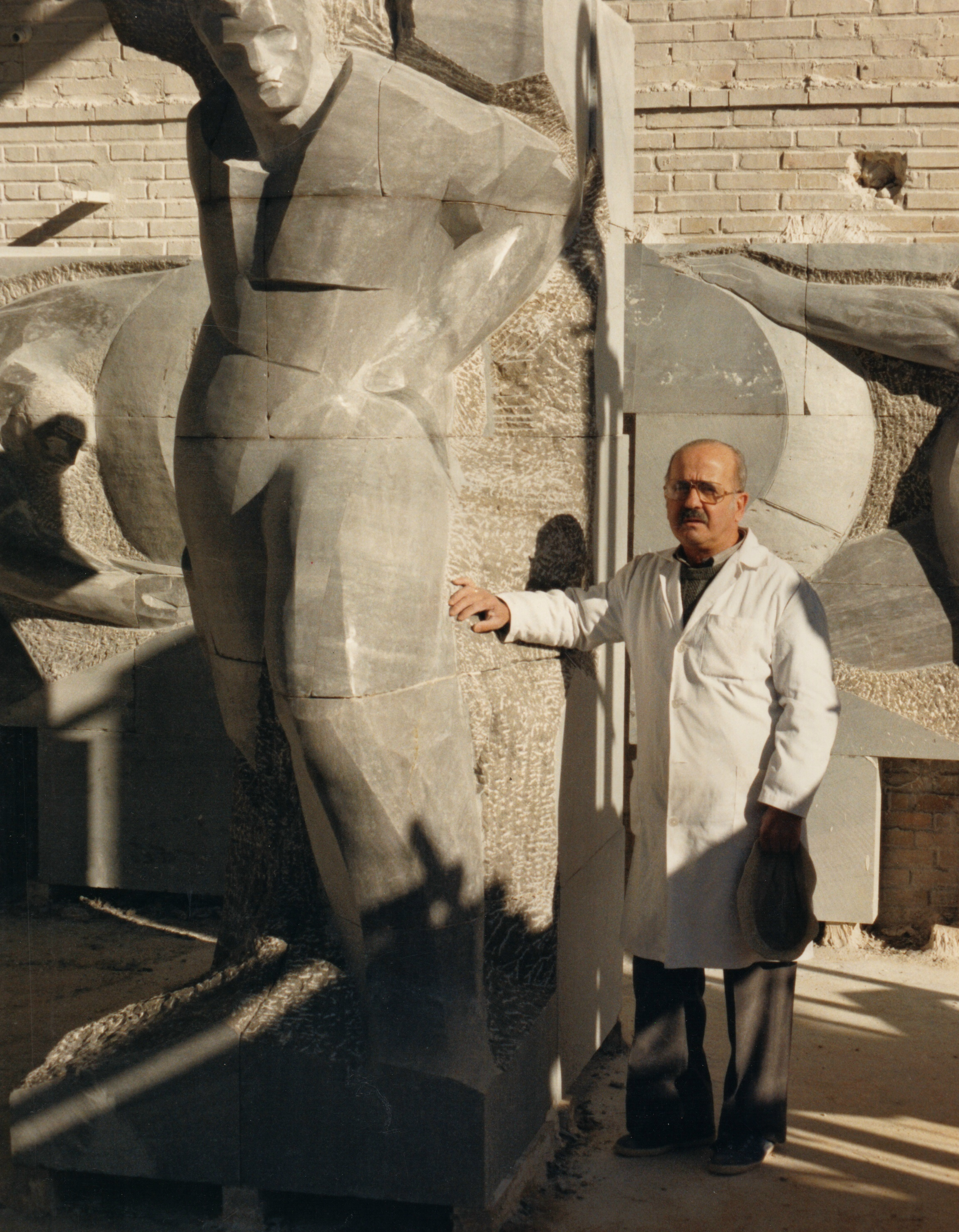
Trabajo en el Monumento al Arrumbador, Jerez. (1990)

Nació el 6 de junio de 1924 en la calle Francos en pleno corazón del casco antiguo de Jerez. 

### Primeros años
Las raíces en la formación de Francisco Pinto comienzan en el taller de talla de su padre, Lutgardo Pinto Ruiz.Desde la temprana edad de once años vive el mundo del taller, el oficio de la madera, rodeado de artesanos, ornamentos e imágenes que mantienen viva una visión barroca de la belleza y la armonía, ajena a los nuevos aires de renovación que recorren nuestro país, desde las primeras década del siglo XX.
El paso de Francisco Pinto por la Escuela de Artes y Oficios de Jerez de la Frontera (Cádiz), entre 1939 y 1941 le aportaría una nueva visión del oficio. Y serán grandes artistas los que contribuyen a ello: Nicolás Soro, Juan Padilla y Juan Luis Vassallo. La maestría de estos representantes de lo que vendrá a llamarse la escuela castellana, sería recibida por Francisco Pinto como un nuevo aire fresco y estimulante, impulsándolo a buscar nuevos horizontes a través de los posteriores años de formación en el Madrid de la postguerra. Su etapa formativa (1939-1950) se produjo en medio de una época de profunda revisión de las formas y contenidos de la escultura española dentro de una corriente figurativa impuesta por el mediatizado contexto social y cultural.

### Formación en Madrid
En 1941, acabado el curso en la Escuela de Arte y Oficios de Jerez, se traslada a Madrid, ingresando en la Escuela Central de Arte y Oficios, para seguir una formación que había agotado las posibilidades que le brindaba su Jerez natal. Las dos corrientes que caracterizan el ambiente artístico madrileño tenían representantes en esta Escuela: el realismo castellano, caracterizado por una profunda y agria visión de la realidad española, y por otro el clasicismo mediterráneo más optimista y abierto. Del primero a través de Vassallo, Marco Pérez y Pérez Comendador, del segundo a través de Capuz, del levantino Juan Adsuara y del asturiano Manuel Álvarez Laviada, figuras claves de nuestra escultura figurativa contemporánea.
Uno de sus primeros profesores de modelado en la Escuela de Artes y Oficios de Madrid fue José Capuz Mamano, quién a su vez también fue maestro de Vassallo. Capuz será uno de estos ejemplos donde el trabajo en la imaginería es compatibilizado con la búsqueda de nuevas formas en la escultura. A través de sus clases se introdujo en una escultura de trazas suaves y naturales, que obligaban a la contención de los acentos expresivos.
Durante su estancia en Madrid trabajó de aprendiz en el estudio de varios escultores, como Juan Cristóbal González Quesada, un escultor almeriense afincado en Madrid cuya escultura, de corte realista, fue muy prolífica en retratos y monumentos conmemorativos. Pero su verdadero maestro fue Luis Marco Pérez, en cuyo estudio encontramos muchas de las claves de su aprendizaje, pues no sólo compartió el conocimiento del maestro, sino su amistad y la de sus condiscípulos. En este ambiente se instruyó en los pormenores de la imaginería: en sacar de punto, en el vaciado, en el trabajo en equipo, en la confianza en los discípulos, en el respeto al maestro. Herramientas, técnicas y actitudes que después aplicará en su futuro taller, por los que han pasado artistas como Manuel Prieto, José Herrera, Francisco Barroso o Martín Richarte. 

### De vuelta a Jerez
Finalizados sus estudios en 1950, vuelve a Jerez comenzando a realizar modelados sobre los temas que siempre le apasionaron: los oficios y la vida de los trabajadores jerezanos, como vendimiadores o arrumbadores. Pero sus primeros trabajos se desarrollarán en el ámbito de la imaginería en los que intenta reflejar la influencia renovadora de sus maestros: El grupo escultórico para el altar de la Capilla de los Evangelistas en la Catedral de Málaga (1954), la imagen de María Magdalena para la Hermandad de la Lanzada, en Jerez (1955); los sayones Hermandad del Cristo de la flagelación en El Puerto de Sta. María (1955), el cristo de la Hermandad de la Oración en el Huerto en el Puerto de Sta. María(1961), la virgen de la hermandad de la Oración en el Huerto del Puerto de Sta. María (1961)(actualmente no procesiona), el conjunto de seis imágenes que representa el Desprecio de Herodes para la Hermandad del Transporte, también en Jerez (1956); el Cristo Yacente de la Hermandad del Santo Entierro en Lora del Río, Sevilla (1957) o la imagen de la Virgen del Patrocinio, Hermandad de Santa Marta de Jerez (1959), entre otras obras de esta etapa de intensa actividad.
Viaja a París en 1956 con su amigo y compañero de estudios Manuel Romero, descubriendo la obra de Emile Antoine Bourdelle, que marcará sensiblemente su obra posterior. Un ejemplo de esta influencia es el Monumento a Shakespeare en el Parque González Hontoria en Jerez (1957). A partir de este momento se divide su atención entre la imaginería y la búsqueda de un modo de expresión más personal. Ambas líneas de trabajo se interrelacionan, obteniendo como resultado obras que intentan renovar el anclado formalismo barroco imperante en la imaginería cuyo exponente más claro es el crucificado para la Hermandad del el Santísimo Cristo del Perdón, Jerez (1962-65). Pero su obra más experimental será el conjunto de relieves y esculturas que completarían el espacio interior de La Parroquia San Francisco de Asís, ubicada en Santo Domingo, en República Dominicana (1962).
Coincidiendo con su entrada como profesor en la Escuela de Artes y Oficios de Jerez en 1965, se asocia con Manuel Prieto Fernández, antiguo discípulo, con el que dirigirán un taller hasta el año 1982. Quizás uno de los mejores ejemplo de la intensa producción de esta época es la imagen de Nuestro Padre Jesús de las Misericordias, Hermandad de la Candelaria, en Jerez (1977).

### Época de madurez
A partir del año 1982, dominará en su producción escultórica y pictórica la exploración formal, la búsqueda de un lenguaje propio caracterizado por una progresiva expresividad y abstracción que se verán reflejadas en numerosas exposiciones y certámenes tanto individuales como colectivas. El mundo de la actividad en los espacios de las bodegas y las viñas; el trasiego de botas, la tonelería, elevarán los oficios tradicionales a motivos artísticos que adquieren en su obra una potente dimensión expresiva: el Monumento al Arrumbador en Jerez (1992). A esta época pertenecen también otros trabajos para hermandades donde la dimensión escultórica de las piezas trasciende su condición imaginera: los sayones para el paso de la Hermandad del Stmo. Cristo de la Exaltación de Jerez (1984), tres figura para el paso de la Hermandad de Nuestro Padre Jesús en su Coronación de Espinas (1986) y otras seis para el paso de Hermandad de Nuestro Padre Jesús de la Sangre (1987), ambas en Córdoba.

### Últimos años
Su época entre 1988 y 2004 se caracterizará por un intenso trabajo personal, que proyectará y materializará en numerosos monumentos en piedra o bronce como el dedicado a Bartolomé Pérez (1990) y al Mayeto (1992) en Rota; a las Aguas en Jerez (1993), o el monumento a San Juan de Dios en Sevilla (1993).

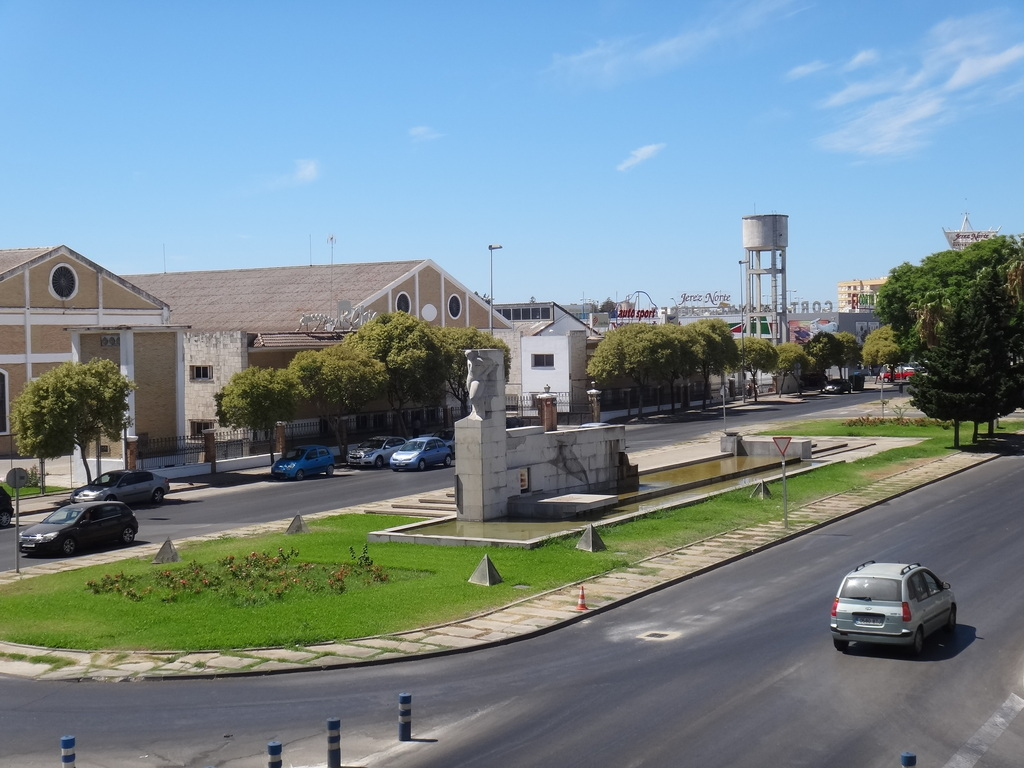
Monumento al arrumbador

Fallece el 7 de abril de 2004 en Jerez de la Frontera. Ese mismo año se celebran dos exposiciones en homenaje a su obra: Fundación Municipal de Cultura en Sanlúcar de Barrameda, y en la “XIII Muestra pictórica y escultórica Paleta de Colores” de Jerez. En 2007 se realiza una exposición retrospectiva de toda su obra en el Palacio de Villavicencio, en el Alcázar de Jerez. 
|  |

Podemos encontrar la colección de sus obras y vida en el libro publicado con ocasión de la exposición llevada a caso en el Palacio de Villavicencia. Alcázar de Jerez, Francisco Pinto Berraquero, vida y obra de un escultor.